# جائزة الكرة الذهبية 1957
جائزة الكرة الذهبية 1957، جائزة سنوية تُعطى لأفضل لاعب كرة القدم في العالم من طرف مجلة فرانس فوتبول الفرنسية، كما تقرره لجنة دولية من الصحفيين الرياضيين، وفاز بالجائزة في سنة 1957 اللاعب الإسباني ألفريدو دي ستيفانو لاعب ريال مدريد.

## الترتيب
| الترتيب | اللاعب             | النادي               | الجنسية | النقاط |
| ------- | ------------------ | -------------------- | ------- | ------ |
| 1       | ألفريدو دي ستيفانو | ريال مدريد           | إسبانيا | 72     |
| 2       | بيلي رايت          | وولفرهامبتون واندررز | إنجلترا | 19     |
| 3       | دانكن إدواردز      | مانشستر يونايتد      | إنجلترا | 16     |
| 3       | ريموند كوبا        | ريال مدريد           | فرنسا   | 16     |